# Illa Victòria
L'illa Victòria (en anglès Victoria Island), amb 217.291 km², és la segona més gran del Canadà després de l'illa de Baffin i la novena més gran del món. Està situada enllà del cercle polar àrtic i es reparteix entre els territoris de Nunavut i del Nord-oest.
Està separada del continent americà, al sud, pel golf d'Amundsen, l'estret de Dolphin i Union, el golf de la Coronació, l'estret de Dease i el golf de la Reina Maud; al sud-est l'estret Victòria la separa de l'illa del Rei Guillem; al nord-est, està separada de l'illa del Príncep de Gal·les pel canal M'Clintock; al nord, el canal del Vescomte Melville la separa de l'illa de Melville, a l'arxipèlag de la Reina Elisabet; finalment, està separada de l'illa de Banks, al nord-oest, per l'estret del Príncep de Gal·les.
L'illa va ser anomenada així el 1839 en honor de la reina Victòria del Regne Unit. A l'hivern, està coberta de glaç en tota la seva extensió. El seu punt culminant es troba a 520 m d'altitud.
El nucli més habitat és Iqaluktuutiak (nom inuit), abans Cambridge Bay, a la part de Nunavut, a la costa sud de l'illa, amb 1.766 habitants el 2016. L'altre nucli habitat és Ulukhatok (abans Holman), als territoris del Nord-oest, amb 396 habitants, situat a la costa oest. La població total de l'illa aquell any, la majoria dels quals d'ètnia inuit, era de 2.162 persones; la densitat de població és baixíssima: 0,006 hab/km².

## Història

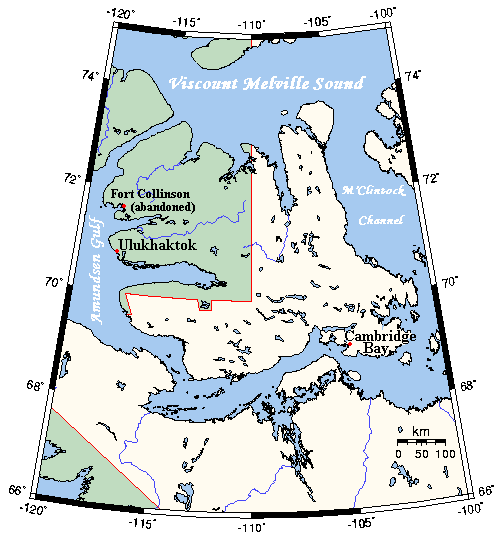
Mapa de l'illa Victòria

L'illa Victòria va estar habitada per la cultura de Thule, ja que s'han trobat cinc qamutiik (trineus) prehistòrics pertanyents a la cultura neoesquimal a la península de Wollaston, que daten entre 1250 i 1573 dC. El nom inuinnaqtun de l'illa és Kitlineq, i els inuits locals s'anomenen Kitlinermiut (Inuit de coure).
El 1826 John Richardson va veure la costa sud-oest de l'illa i la va anomenar "Wollaston Land". El 1839 Peter Warren Dease i Thomas Simpson van seguir la costa sud-est i la van anomenar "Victoria Land". Un mapa publicat per John Barrow el 1846 mostra en blanc les terres de "Victoria Land" i "Banks Land" que és la costa nord de l'illa de Banks. El 1851 John Rae cartografià aquestes dues "terres". El 1850 i 1851 Robert McClure circumnavegà la major part de l'illa de Banks, demostrant que estava separada de la Victoria Land. Els seus homes també van cartografiar les costes nord-oest i oest de l'illa Victòria.
Godfred Hansen, un dels homes de la tripulació de Roald Amundsen, cartografià la costa est fins al Cap de Nansen el 1905, i en 1916 i 1917 Storker T. Storkerson, membre de la tripulació de l'Expedició canadenca a l'Àrtida dirigida per Vilhjalmur Stefansson, cartografià la costa nord, descobrint la península Storkerson.
El 2008 Clark Carter i Chris Bray es van convertir en les primeres persones conegudes que van travessar caminant l'illa Victòria. El seu primer intent als 1.000 km que van intentar el 2005 va fallar, així que van tornar-hi i van completar els 660 restants el 2008.

## Geografia

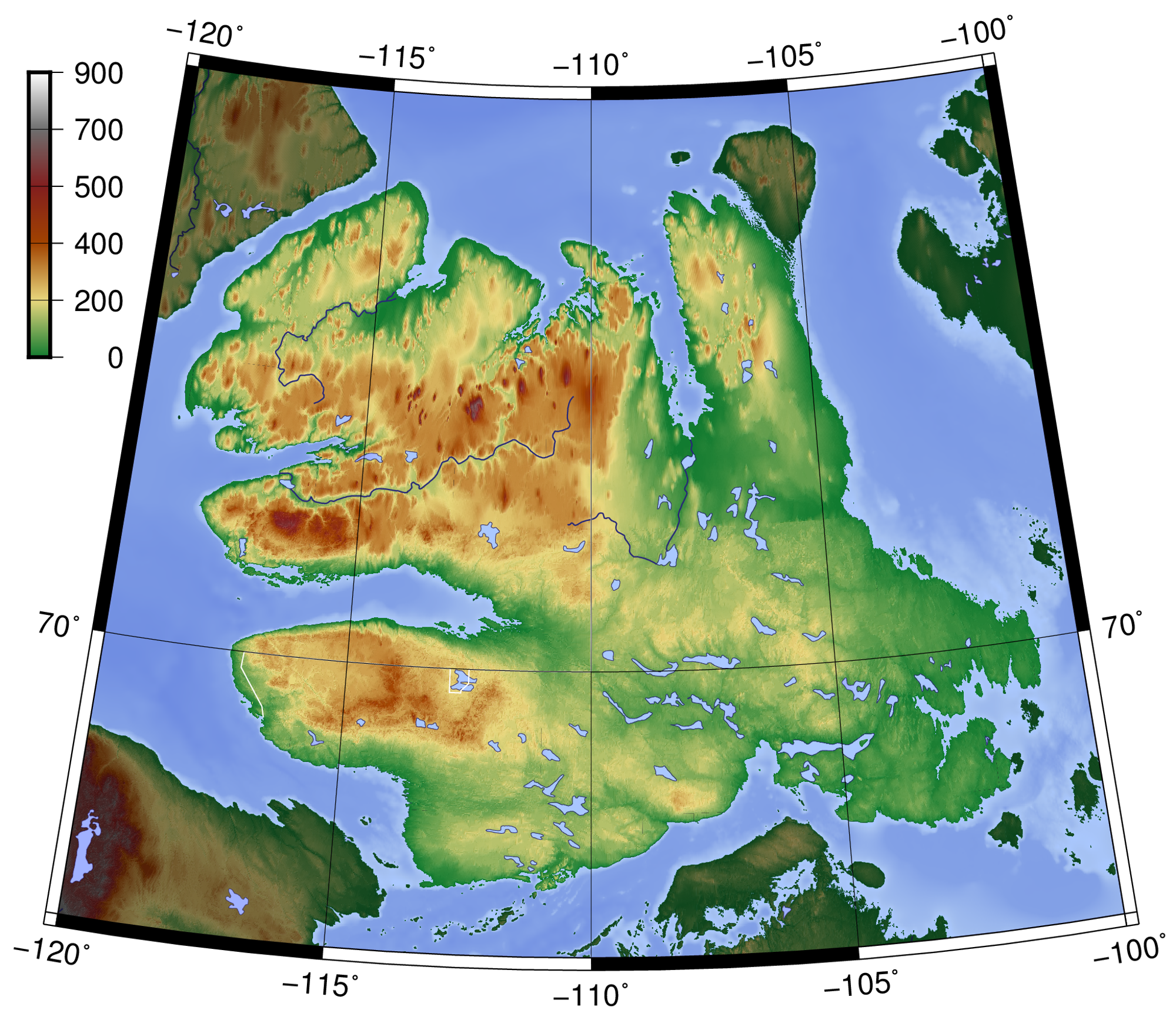
Topografia de l'illa Victòria

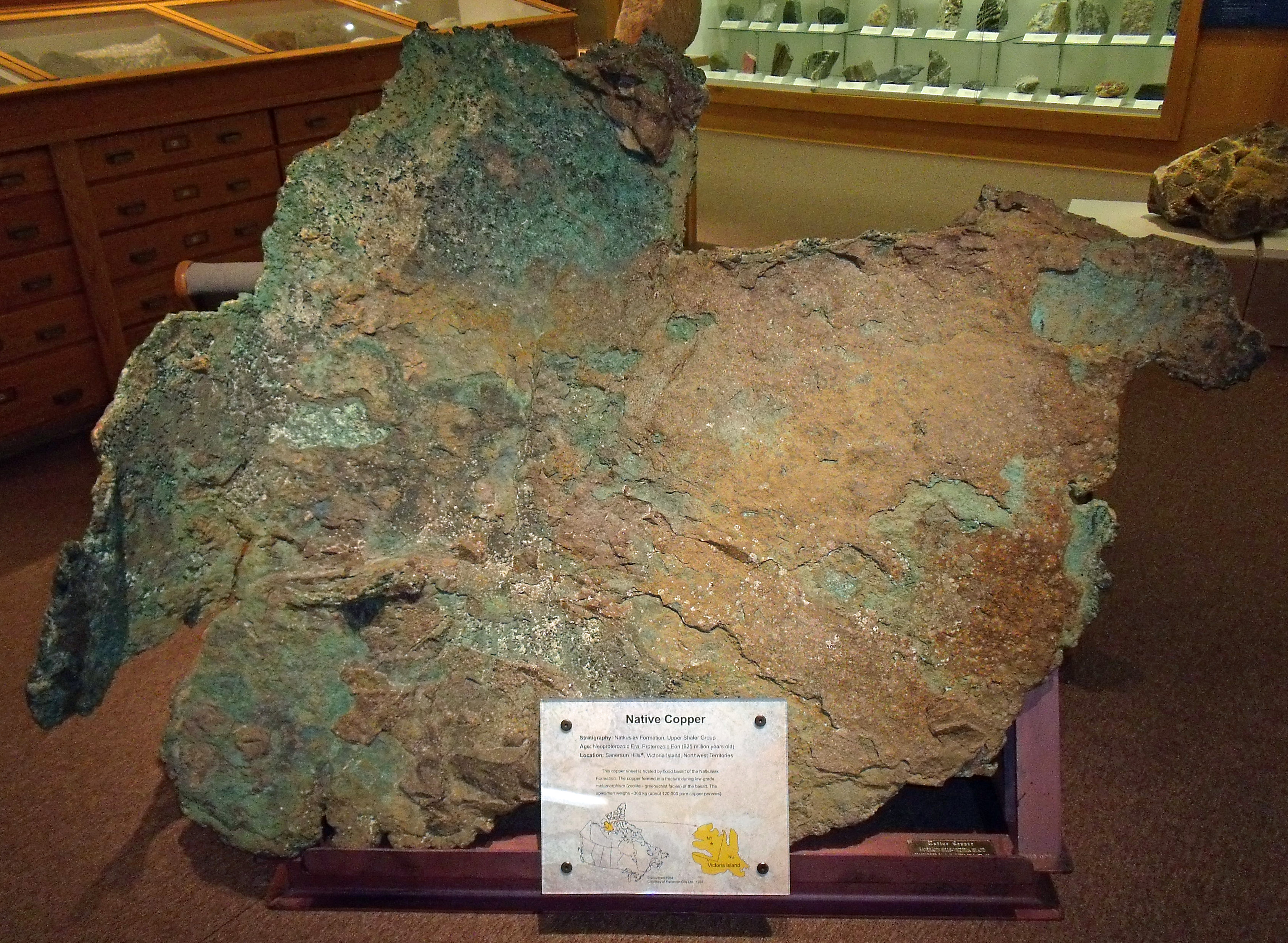
Gran peça de coure natiu dels turons de Saneraum, de l'Illa Victòria

El Canal del Vescomte Melvillemap1 es troba al nord, i el canal de M'Clintockmap2 i l'l'estret Victòriamap3 es troben a l'est. A l'oest hi ha el golf d'Amundsenmap4 i l'illa de Banks,map5 que està separada de Victòria per un canal llarg anomenat estret del Príncep de Gal·les.map6 Al sud (d'oest a est) hi ha l' estret de Dolphin and Union, map7 Austin Bay, map8 Coronation Gulf map9 i l'estret de Dease.map10
Les vies navegables del sud, i de vegades l'estret del Príncep de Gal·les, formen part del disputat passatge del nord-oest que el govern del Canadà afirma que són aigües internes del Canadà, mentre que altres nacions afirmen que són aigües territorials o aigües internacionals.
L'illa Victòria és una illa de penínsules, amb una costa molt irregular amb moltes cales. A l'est, apuntant cap al nord, hi ha la península de Storkerson,map11 que acaba amb el canal Goldsmith, map12 la massa d'aigua que separa Victòria de l'illa Stefansson.map13 La península de Storkerson està separada de les zones central-nord de l'illa per Hadley Bay,map14 una entrada important. Una altra península àmplia es troba al nord, la península del Príncep Albert.map15 Això acaba a l'estret del Príncep de Gal·les. Al sud, i apuntant cap a l'oest, hi ha la península de Wollaston,map16 separada de les zones centrals de l'illa per Prince Albert Sound.
El punt més alt de l'illa Victòria és 655 metres a les muntanyes Shalermap17 a la regió centre-nord. Situat al sud-est, just al nord de la badia de Cambridge, hi ha Tahiryuaqmap18 (antic llac Ferguson). Amb una superfície de 562 km, és el llac més gran de l'illa.
Andrew Hund va dir al seu llibre, Antarctica and the Arctic Circle: A Geographic Encyclopedia of the Earth's Polar Regions, que l'illa s'assembla a una fulla d'auró estilitzada, el símbol predominant del Canadà.

## Clima
L'illa Victòria té un clima polar, sense que cap mes tingui una temperatura mitjana de 10 °C o superior, i apareix com a ET a la classificació climàtica de Köppen. Els estius solen ser frescos i plujosos, amb dies agradables i nits fredes. Els hiverns són freds, foscos i llargs, sent octubre el mes més nevat. Les nevades i les gelades són possibles durant tot l'any. Les pluges solen limitar-se als mesos d'estiu, quan la temperatura s'eleva ràpidament per sobre de la congelació durant uns mesos abans de tornar a baixar durant nou mesos més d'hivern. Les primaveres solen ser assolellades però molt fredes. Les tardors són curtes i fresques, amb una nuvolositat més freqüent que comença a aparèixer durant l'agost i amb setembre gairebé constantment ennuvolat.
A la badia de Cambridge, el sol està contínuament sota l'horitzó, nit polar, des del 30 de novembre a l'11 de gener aproximadament i per sobre de l'horitzó, sol de mitjanit, del 19 de maig al 22 de juliol.

## Biologia
El ramat de rens de Dolphin-Union conegut localment com a caribú de les illes és una població migratòria de rens, Rangifer tarandus groenlandicus, que ocupa l'illa Victòria entre l'Arxipèleg Àrtic Canadenc i les terres continentals. Són endèmics del Canadà. Migren a través de l'⁣estret de Dolphin and Union des de la seva pastura estival a l'illa Victòria fins a la seva zona de pastura d'hivern al continent de Nunavut-NWT. És inusual que el ren nord-americà travessi el gel marí de manera estacional i l'únic altre caribú que ho fa és el ren de Peary, que és més petit en grandària i població, i també es troba a l'illa Victòria.
L'illa Victòria conté l'⁣illa més gran del món dins d'una illa dins d'una illa.

## Demografia
Al cens canadenc de 2021 la població de l'illa era de 2.168 persones; 1.760 a Nunavut i 408 als Territoris del Nord-oest. Dels dos assentaments de l'illa el més grans és la badia de Cambridge,map19 que es troba a la costa sud-est i es troba a Nunavut. Ulukhaktok map20 es troba a la costa oest i als Territoris del Nord-oest. Els llocs comercials, com ara Fort Collinson map21 a la costa nord-oest, fa temps que s'han abandonat.

## Mapes
- ^map1 Viscount Melville Sound - 74° 15′ N, 105° 00′ O / 74.250°N,105.000°O
- ^map2 M'Clintock Channel - 72° 00′ N, 102° 00′ O / 72.000°N,102.000°O
- ^map3 Victoria Strait - 69° 31′ N, 100° 30′ O / 69.517°N,100.500°O
- ^map4 Amundsen Gulf - 71° 00′ 01″ N, 124° 00′ 10″ O / 71.00028°N,124.00278°O
- ^map5 Banks Island - 72° 45′ 02″ N, 121° 30′ 10″ O / 72.75056°N,121.50278°O
- ^map6 Prince of Wales Strait - 72° 21′ 14″ N, 118° 46′ 57″ O / 72.35389°N,118.78250°O
- ^map7 Dolphin and Union Strait - 69° 05′ 10″ N, 116° 02′ 30″ O / 69.08611°N,116.04167°O
- ^map8 Austin Bay - 68° 33′ N, 113° 10′ O / 68.550°N,113.167°O
- ^map9 Coronation Gulf - 68° 08′ N, 112° 00′ O / 68.133°N,112.000°O
- ^map10 Dease Strait - 68° 50′ N, 107° 30′ O / 68.833°N,107.500°O
- ^map11 Storkerson Peninsula - 72° 30′ N, 106° 30′ O / 72.500°N,106.500°O
- ^map12 Goldsmith Channel - 73° 10′ N, 106° 05′ O / 73.167°N,106.083°O
- ^map13 Stefansson Island - 73° 20′ N, 105° 45′ O / 73.333°N,105.750°O
- ^map14 Hadley Bay - 72° 31′ N, 108° 12′ O / 72.517°N,108.200°O
- ^map15 Prince Albert Peninsula - 72° 30′ 02″ N, 117° 00′ 09″ O / 72.50056°N,117.00250°O
- ^map16 Wollaston Peninsula - 69° 41′ 05″ N, 115° 10′ 30″ O / 69.68472°N,115.17500°O
- ^map17 Shaler Mountains - 71° 55′ 02″ N, 111° 30′ 07″ O / 71.91722°N,111.50194°O
- ^map18 Tahiryuaq - 69° 25′ 16″ N, 105° 16′ 03″ O / 69.42111°N,105.26750°O
- ^map19 Cambridge Bay - 69° 06′ 50″ N, 105° 03′ 10″ O / 69.11389°N,105.05278°O
- ^map20 Ulukhaktok - 70° 44′ 12″ N, 117° 46′ 19″ O / 70.73667°N,117.77194°O
- ^map21 Fort Collinson - 71° 37′ 02″ N, 117° 52′ 09″ O / 71.61722°N,117.86917°O